# اکول بول (کالج)

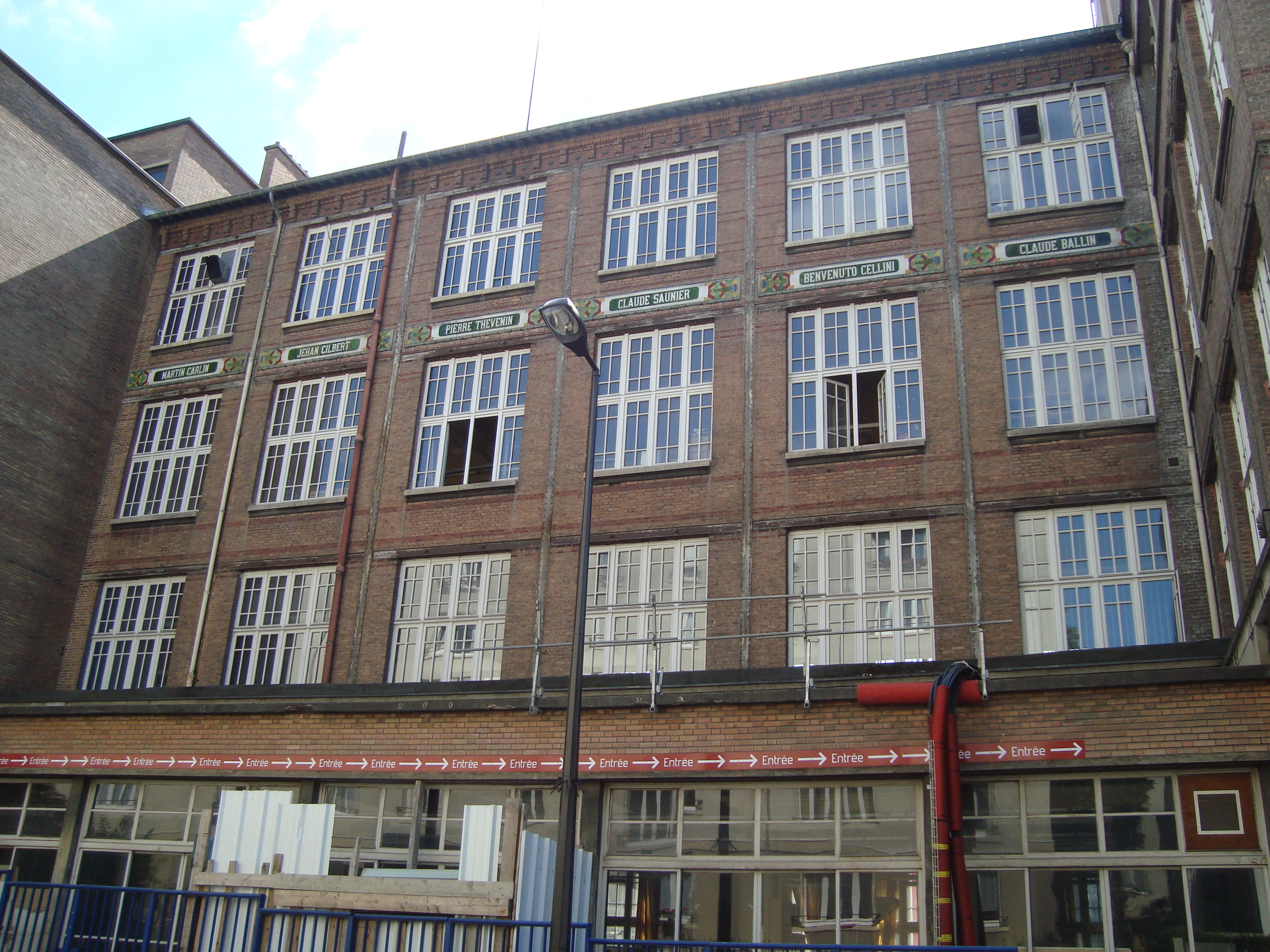
كالج اكول بول

کالج اکول بول (École Boulle)، یک کالج هنرهای زیبا و صنایع دستی و هنرهای کاربردی در پاریس، فرانسه است.
اکول بولدر سال ۱۸۸۶ و و به نام آندره چارلز بول که عموماً به عنوان هنرمند برجسته در زمان سلطنت لویی چهاردهم (۱۶۴۳–۱۷۱۵)، شناخته می‌شود، تأسیس و نام‌گذاری شده‌است.